# Жосень (Харгіта)
Жосень, Жосені (рум. Joseni) — село у повіті Харгіта в Румунії. Адміністративний центр комуни Жосень.
Село розташоване на відстані 255 км на північ від Бухареста, 43 км на північний захід від М'єркуря-Чука, 145 км на схід від Клуж-Напоки, 116 км на північ від Брашова.

## Населення
За даними перепису населення 2002 року у селі проживала 4891 особа.
Національний склад населення села:
| Національність | Кількість осіб | Відсоток |
| -------------- | -------------- | -------- |
| угорці         | 4770           | 97,5%    |
| цигани         | 72             | 1,5%     |
| румуни         | 46             | 0,9%     |

Рідною мовою назвали:
| Мова      | Кількість осіб | Відсоток |
| --------- | -------------- | -------- |
| угорська  | 4788           | 97,9%    |
| циганська | 58             | 1,2%     |
| румунська | 42             | 0,9%     |